# Adam Kuligowski
Adam Kuligowski (Varsòvia, 24 de desembre de 1955) és un jugador d'escacs polonès, que té el títol de Gran Mestre des de 1980.

## Resultats destacats en competició
El 1973, va guanyar el Campionat de Polònia júnior. El 1973/74, va aconseguir el tercer lloc al Campionat d'Europa juvenil a Groningen (el guanyador fou Serguei Makaritxev). El 1974, va ocupar el 15è lloc al Campionat del món juvenil a Manila (el campió fou Tony Miles). El 1975, va ocupar el sisè lloc a Tjentište (Campionat del món juvenil; el campió fou Valeri Txékhov). El 1975, va empatar als llocs 6è-10è a Poznań (32è POL-ch). El 1975, va ocupar el segon lloc a Dresden.
El 1978, va empatar als llocs 1r-2n amb Aleksander Sznapik a Cracòvia (35è POL-ch), va empatar el matx de playoff (2 : 2), i es va emportar el títol de Campió de Polònia al desempat. El 1978, va guanyar a Varsòvia. El 1980, va empatar als llocs 3r-4t a Łódź (37è POL-ch). El 1980, va guanyar a Varsòvia. El 1980, va empatar als llocs 2n-4t a Krosno. El 1980, va empatar als llocs 1r-2n a Niš. El 1981, va empatar als llocs 4t-6è a Varsòvia (38è POL-ch). El 1981, va empatar als llocs 3r-4t a Lewisham. El 1983, va ocupar el 14è lloc a Wijk aan Zee (Hoogovens; el campió fou Ulf Andersson).

### Olimpíades d'escacs
Kuligowski va jugar representant Polònia en tres Olimpíades d'escacs.
- El 1978, al segon tauler de la 23a Olimpíada d'Escacs a Buenos Aires (+8 –1 =4);
- El 1980, al tercer tauler de la 24a Olimpíada d'escacs a La Valletta (+7 –0 =6);
- El 1982, al tercer tauler de la 25a Olimpíada d'escacs a Lucerna (+7 –3 =2).

Va guanyar la medalla d'or individual a Buenos Aires 1978 i la medalla de plata a La Valletta 1980.
A finals de la dècada de 1980 estava inactiu com a jugador d'escacs i des de llavors no ha jugat competitivament.